# 鹿児島県高等学校一覧
| 総数                         | 90校               |
| 国立                         | なし               |
| 公立                         | 68校               |
| 私立                         | 22校               |
| 教育委員会所在地             | 〒890-8577         |
| 鹿児島県鹿児島市鴨池新町10-1 |                    |
| 公式サイト                   | 鹿児島県教育委員会 |

鹿児島県高等学校一覧（かごしまけん こうとうがっこういちらん）は、鹿児島県の高等学校の一覧。

## 公立高等学校
2020年7月現在。（学区制限）と付いているのは同年度入学者の募集で学区制が適用されている普通科（学区制については後述）。
※設置課程について特記のない高校は全日制課程（学年制）。また男女別学の特記がない高校は共学。

### 鹿児島学区の地域
県立
- 鹿児島県立鶴丸高等学校（鹿児島市）- 普通科（学区制限）
- 鹿児島県立甲南高等学校（鹿児島市）- 普通科（学区制限）
- 鹿児島県立鹿児島中央高等学校（鹿児島市）- 普通科（学区制限）
- 鹿児島県立錦江湾高等学校（鹿児島市）- 普通科（学区制限）、理数科
- 鹿児島県立武岡台高等学校（鹿児島市）- 普通科（学区制限）、情報科学科
- 鹿児島県立開陽高等学校（鹿児島市）- 全日制単位制 普通科、福祉科／定時制 普通科、オフィス情報科／通信制 普通科、衛生看護科
- 鹿児島県立明桜館高等学校（鹿児島市）- 文理科学科、商業科
- 鹿児島県立松陽高等学校（鹿児島市）- 普通科（学区制限）、音楽科、美術科
- 鹿児島県立鹿児島東高等学校（鹿児島市）- 普通科
- 鹿児島県立鹿児島工業高等学校（鹿児島市）- 工業I類、工業II類
- 鹿児島県立鹿児島南高等学校（鹿児島市）- 普通科（学区制限）、商業科、情報処理科、体育科
- 鹿児島県立吹上高等学校（日置市）- 電気科、電子機械科、情報処理科
- 鹿児島県立伊集院高等学校（日置市）- 普通科（学区制限）
- 鹿児島県立市来農芸高等学校（いちき串木野市）- 農業経営科、生物工学科、生活科
- 鹿児島県立串木野高等学校（いちき串木野市）- 普通科

市町村立
- 鹿児島市立鹿児島玉龍高等学校（鹿児島市、併設中高一貫）- 普通科（学区制限）
- 鹿児島市立鹿児島商業高等学校（鹿児島市）- 商業科、情報処理科、国際経済科　2024年度より共学化[2]
- 鹿児島市立鹿児島女子高等学校（鹿児島市、女子校）- 商業科、情報会計科、生活科学科

### 南薩学区の地域
県立
- 鹿児島県立指宿高等学校（指宿市）- 普通科
- 鹿児島県立山川高等学校（指宿市）- 園芸工学・農業経済科、生活情報科
- 鹿児島県立頴娃高等学校（南九州市）- 普通科、機械電気科
- 鹿児島県立枕崎高等学校（枕崎市）- 総合学科
- 鹿児島県立鹿児島水産高等学校（枕崎市）- 海洋科、情報通信科、食品工学科
- 鹿児島県立加世田高等学校（南さつま市）- 普通科（学区制限）
- 鹿児島県立加世田常潤高等学校（南さつま市）- 食農プロデュース科、生活福祉科
- 鹿児島県立川辺高等学校（南九州市）- 普通科
- 鹿児島県立薩南工業高等学校（南九州市）- 機械科、建築科、情報技術科、生活科学科

市町村立
- 指宿市立指宿商業高等学校（指宿市）- 商業科

### 北薩学区の地域
県立
- 鹿児島県立川内高等学校（薩摩川内市）- 普通科（学区制限）
- 鹿児島県立川内商工高等学校（薩摩川内市）- 機械科、電気科、インテリア科、商業科
- 鹿児島県立川薩清修館高等学校（薩摩川内市）- ビジネス会計科、総合学科
- 鹿児島県立薩摩中央高等学校（さつま町）- 普通科（学区制限）、生物生産科、農業工学科、福祉科
- 鹿児島県立鶴翔高等学校（阿久根市）- 農業科学科、食品技術科、総合学科
- 鹿児島県立野田女子高等学校（出水市、女子校）- 食物科、生活文化科、衛生看護科
- 鹿児島県立出水高等学校（出水市）- 普通科（学区制限）
- 鹿児島県立出水工業高等学校（出水市）- 機械電気科、建築科

市町村立
- 出水市立出水商業高等学校（出水市）- 商業科、情報処理科

### 姶良・伊佐学区の地域
県立
- 鹿児島県立大口高等学校（伊佐市）- 普通科
- 鹿児島県立伊佐農林高等学校（伊佐市）- 農業技術科、生活情報科
- 鹿児島県立霧島高等学校（霧島市）- 機械科、総合学科
- 鹿児島県立蒲生高等学校（姶良市）- 普通科、情報処理科
- 鹿児島県立加治木高等学校（姶良市）- 普通科（学区制限）
- 鹿児島県立加治木工業高等学校（姶良市）- 機械科、電気科、電子科、工業化学科、建築科、土木科
- 鹿児島県立隼人工業高等学校（霧島市）- インテリア科、電子機械科、情報技術科
- 鹿児島県立国分高等学校（霧島市）- 普通科（学区制限）、理数科
- 鹿児島県立福山高等学校（霧島市）- 普通科、商業科

市町村立
- 霧島市立国分中央高等学校（霧島市）- 園芸工学科、生活文化科、ビジネス情報科、スポーツ健康科

### 大隅学区の地域
県立
- 鹿児島県立曽於高等学校（曽於市）- 文理科、普通科（学区制限）、畜産食農科、機械電子科、商業科
- 鹿児島県立志布志高等学校（志布志市）- 普通科
- 鹿児島県立串良商業高等学校（鹿屋市）- 情報処理科
- 鹿児島県立楠隼高等学校（肝付町、男子校、併設中高一貫）- 普通科
- 鹿児島県立鹿屋高等学校（鹿屋市）- 普通科（学区制限）
- 鹿児島県立鹿屋農業高等学校（鹿屋市）- 農業科、畜産動物学科、生物工学科、農業機械科、緑地工学科、生活科
- 鹿児島県立鹿屋工業高等学校（鹿屋市）- 機械科、電気科、電子科、建築科、土木科
- 鹿児島県立垂水高等学校（垂水市）- 普通科、生活デザイン科
- 鹿児島県立南大隅高等学校（南大隅町）- 商業科

市町村立
- 鹿屋市立鹿屋女子高等学校（鹿屋市、女子校）- 普通科（学区制限）、情報ビジネス科、生活科学科

### 熊毛学区の地域
県立
- 鹿児島県立種子島高等学校（西之表市）- 普通科、生物生産科、電気科
- 鹿児島県立種子島中央高等学校（中種子町）- 普通科、情報処理科
- 鹿児島県立屋久島高等学校（屋久島町）- 普通科、情報ビジネス科

### 大島学区の地域
県立
- 鹿児島県立大島高等学校（奄美市）- 普通科
- 鹿児島県立奄美高等学校（奄美市）- 機械電気科、商業科、情報処理科、家政科、衛生看護科／定時制 商業科
- 鹿児島県立大島北高等学校（奄美市）- 普通科、情報処理科
- 鹿児島県立古仁屋高等学校（瀬戸内町）- 普通科
- 鹿児島県立喜界高等学校（喜界町、連携型中高一貫）- 普通科、商業科
- 鹿児島県立徳之島高等学校（徳之島町）- 普通科、総合学科
- 鹿児島県立沖永良部高等学校（知名町）- 普通科、商業科
- 鹿児島県立与論高等学校（与論町、連携型中高一貫）- 普通科

### 学区について
2019年現在、鹿児島県の公立高等学校は以下のように学区制度が定められている。
- 全日制課程の普通科以外の学科や定時制課程と通信制課程は学区を設けない。
- 全日制普通科は、自身の所属する通学区域（学区）への志願を原則とする。ただし、以下の例外がある。
  - 単位制による全日制普通科は学区を設けない（鹿児島県立開陽高等学校）。
  - 鹿児島県立楠隼高等学校は学区を設けない。
  - 全日制課程の募集定員の合計が120人を超えない県立高校と、熊毛学区および大島学区の高校は、普通科も県全域から出願できる。
  - 学区制限の適用される高校の普通科は、その定員の5％～10％で「一定枠」を設定して、学区外からの志願者を募集し一定枠内で入学を許可できる。

学区一覧
- 鹿児島学区

鹿児島市、日置市、いちき串木野市、加えて、南さつま市立金峰中学校校区
- 南薩学区

枕崎市、指宿市、南さつま市、南九州市、加えて、鹿児島市立喜入中学校校区、日置市立吹上中学校校区
- 北薩学区

薩摩川内市（下記の全県学区地域を除く）、出水市、阿久根市、さつま町、長島町（下記の全県学区地域を除く）
- 姶良・伊佐学区

伊佐市、霧島市、姶良市、湧水町、加えて、鹿児島市立吉田北中学校・鹿児島市立吉田南中学校校区、薩摩川内市立祁答院中学校校区、鹿屋市立輝北中学校校区
垂水市の旧垂水市立牛根中学校校区、曽於市の旧大隅町立恒吉中学校校区、さつま町の旧さつま町立薩摩中学校校区
- 大隅学区

曽於市、志布志市、鹿屋市、垂水市、大崎町、東串良町、錦江町、南大隅町、肝付町
- 熊毛学区

西之表市、中種子町、南種子町、屋久島町（下記の全県学区地域を除く）
- 大島学区

奄美市、大和村、宇検村、瀬戸内町（下記の全県学区地域を除く）、龍郷町、喜界町、徳之島町、天城町、伊仙町、和泊町、知名町、与論町
- 全県学区

三島村、十島村、薩摩川内市立里中学校・薩摩川内市立上甑中学校・薩摩川内市立海陽中学校・薩摩川内市立海星中学校・薩摩川内市立鹿島中学校校区（甑島列島）、長島町立獅子島中学校校区（獅子島）、屋久島町立金岳中学校校区（口永良部島）、瀬戸内町立与路中学校（与路島）・瀬戸内町立池地中学校（請島）校区は、県内すべての学校に出願できる全県学区扱いとなる。

## 私立高等学校
2018年現在。
※設置課程について特記のない高校は全日制課程（学年制）。また男女別学の特記がない高校は共学。

### 鹿児島地域
- 樟南高等学校（鹿児島市）- 普通科、工業科、商業科
- 鹿児島実業高等学校（鹿児島市）- 文理科、普通科、総合学科／通信制 普通科
- 鹿児島高等学校（鹿児島市）- 普通科、英数科、情報ビジネス科
- 鹿児島純心女子高等学校（鹿児島市、女子校、併設中高一貫）- 普通科
- ラ・サール高等学校（鹿児島市、男子校、併設中高一貫）- 普通科
- 鹿児島情報高等学校（鹿児島市）- e-プレップ科、プレップ科、普通科、情報システム科、マルチメディア科、自動車工学科、メカトロニクス科、情報処理科、医療福祉科
- 池田高等学校（鹿児島市、併設中高一貫）- 普通科
- 鹿児島修学館高等学校（鹿児島市、併設中高一貫）- 普通科
- 志學館高等部（鹿児島市、併設中高一貫）- 普通科
- 鹿児島城西高等学校（日置市）- 普通科、ビジネス情報科、調理科、社会福祉科、ホテル観光科、トータルエステティック科、ヘアーデザイン科、ファッションデザイン科、進学体育科
- 神村学園高等部（いちき串木野市、併設中高一貫）- 文理科、普通科、保育科、調理科、看護学科／通信制 普通科
- 鹿児島育英館高等学校（日置市、併設中高一貫）- 普通科

### 南薩地域
- 鳳凰高等学校（南さつま市）- 普通科、看護学科、メディカルシステム科、総合福祉科

### 北薩地域
- 出水中央高等学校（出水市）- 普通科、看護学科、医療福祉科
- れいめい高等学校（薩摩川内市、併設中高一貫）- 普通科、文理科、工学科

### 姶良・伊佐地域
- 大口明光学園高等学校（伊佐市、併設中高一貫）- 普通科
- 龍桜高等学校（姶良市）- 医療福祉科、看護学科、モードビジネス科
- 鹿児島第一高等学校（霧島市、併設中高一貫）- 普通科

### 大隅地域
- 鹿屋中央高等学校（鹿屋市）- 人間科学科
- 尚志館高等学校（志布志市）- 特進科、普通科、建設工業科、商業科、看護学科、医療福祉科

### 熊毛地域
- 屋久島おおぞら高等学校（屋久島町）- 通信制 普通科

### 大島地域
- 樟南第二高等学校（天城町）- 普通科、商業科、工業科